# Colegio de Abogados de Guinea Ecuatorial
El Ilustre Colegio de Abogados de Guinea Ecuatorial fue una asociación de abogados de Guinea Ecuatorial. En mayo de 2002 el gobierno disolvió la asociación por decreto. El entonces Ministro de Justicia, Rubén Maye Nsue, creó un Consejo Superior de la Abogacía, presidido por él mismo, y declaró que todos los abogados debían solicitar a su ministerio el reconocimiento para su actividad.
El Human Rights Institute de la International Bar Association (Asociación Internacional de Abogados) visitó el país en julio de 2003, y emitió un informe expresando honda preocupación. Citaron los abusos como la tortura, la falta de garantías para el derecho a un juicio justo, la falta de libertad de expresión y de asociación, y las malas condiciones penitenciarias. Llegaron a la conclusión de que el imperio de la ley ya no se aplica. Un nuevo Colegio de Abogados se formó en enero de 2003, dirigido por Juan Oló Mba Nseng. Un informe preparado por el ACNUR y publicado en 2004, afirmó que todos los miembros del nuevo Colegio de Abogados fueron nombrados por el ministro de Justicia, estando bajo su control.